# Postřižín
Postřižín (en allemand : Postrischin) est une commune du district de Mělník, dans la région de Bohême-Centrale, en République tchèque. Sa population s'élevait à 1 462 habitants en 2020.

## Géographie
Postřižín se trouve à 6 km à l'est de Kralupy nad Vltavou, à 16 km au sud-sud-ouest de Mělník et à 18 km au nord-nord-ouest de Prague.
La commune est limitée par Úžice au nord, par Odolena Voda à l'est, par Vodochody et Máslovice au sud, et par Zlončice et Kozomín à l'ouest.

## Histoire
La première mention écrite de la localité date de 1052.